# ديساو
ديساو أو دسو ديساو هي مدينة وبلدية سابقة في ألمانيا، تقع في ولاية ساكسونيا أنهالت عند التقاء نهري مولدي [الإنجليزية] وإلبه. منذ 1 يوليو 2007 أصبحت جزءًا من بلدية دساو روسلاو المنشأة حديثًا. يبلغ عدد سكان ديساو 67,747 (تقديرات ديسمبر 2020).

## معرض صور

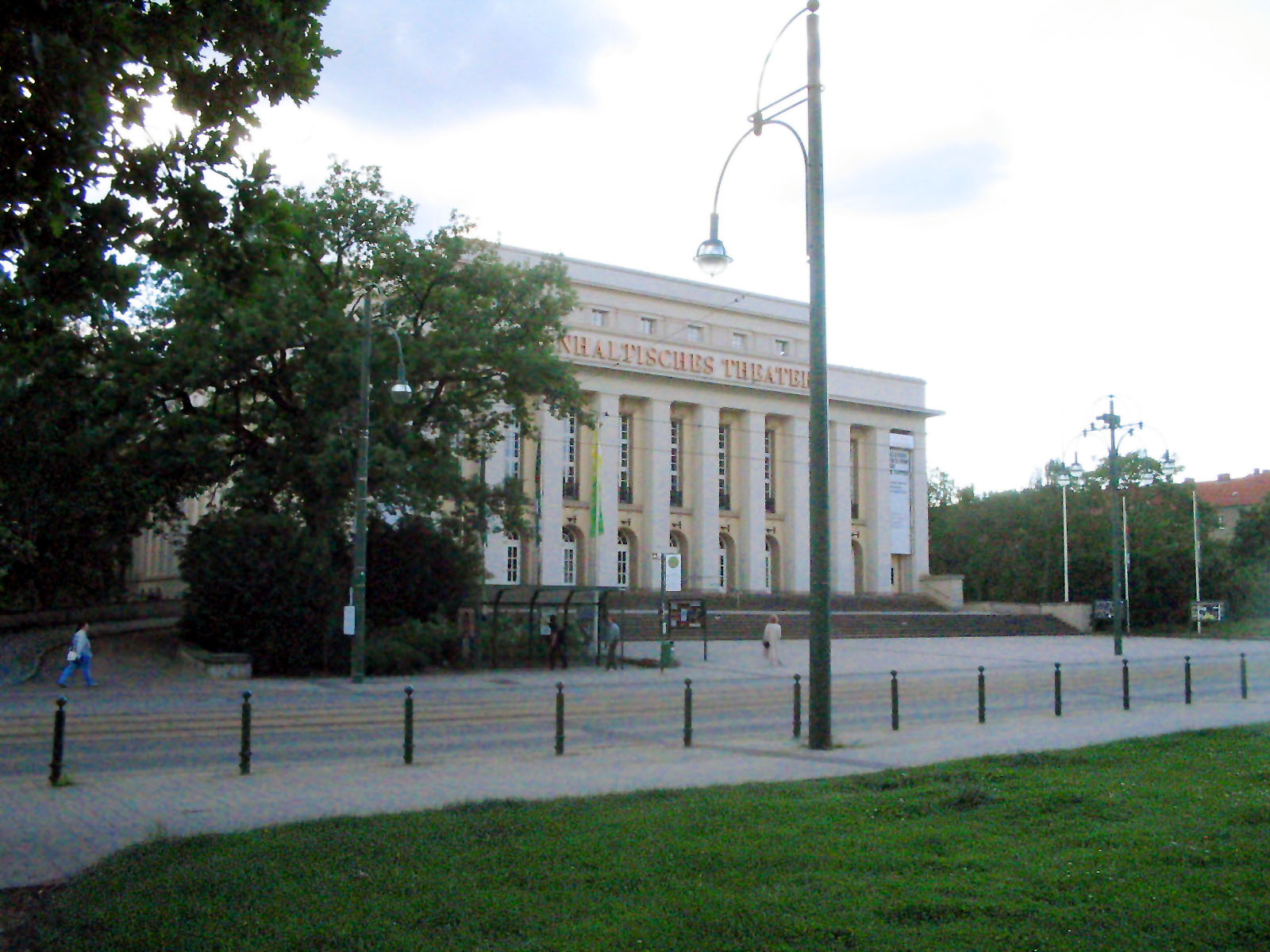
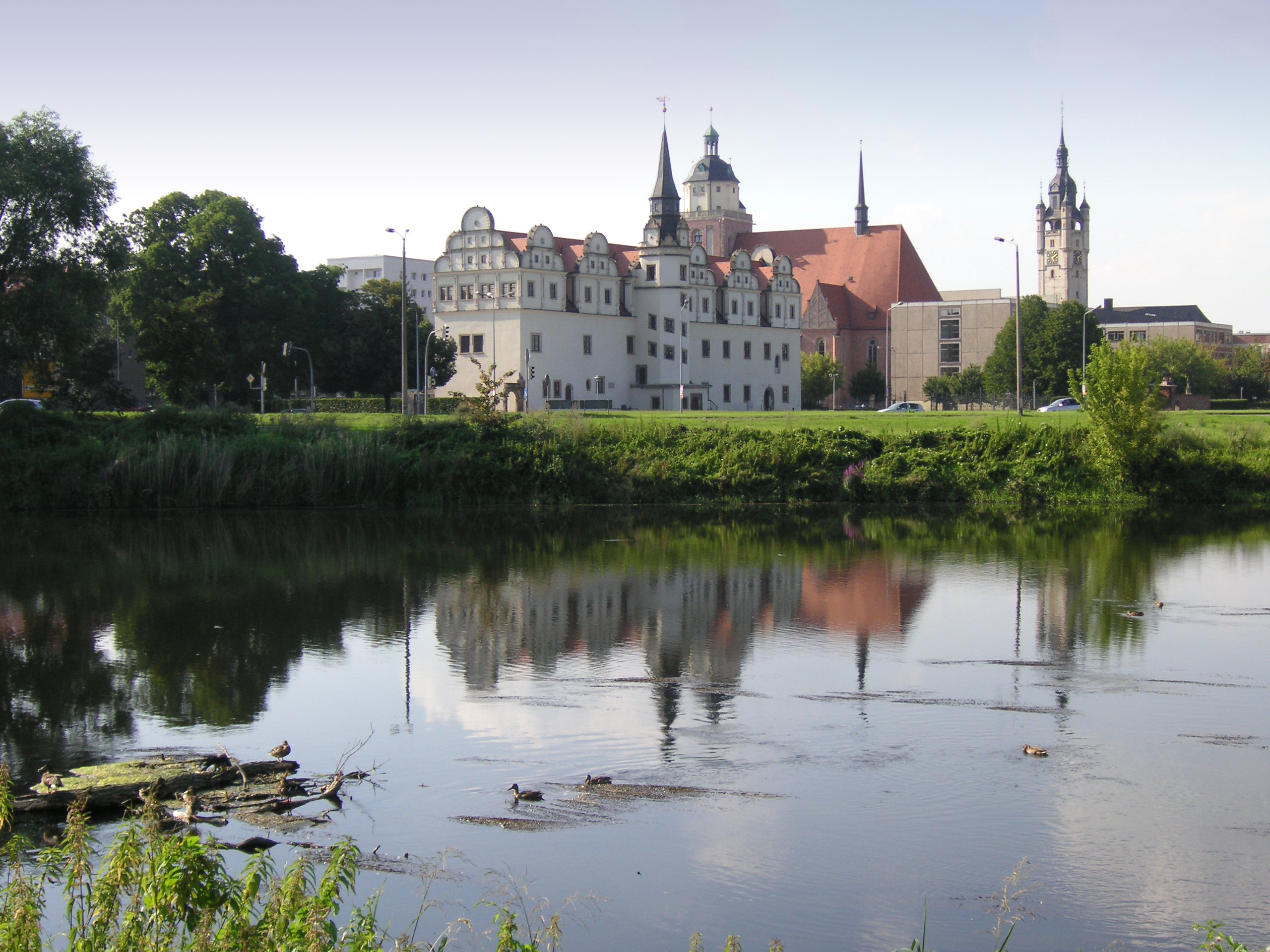
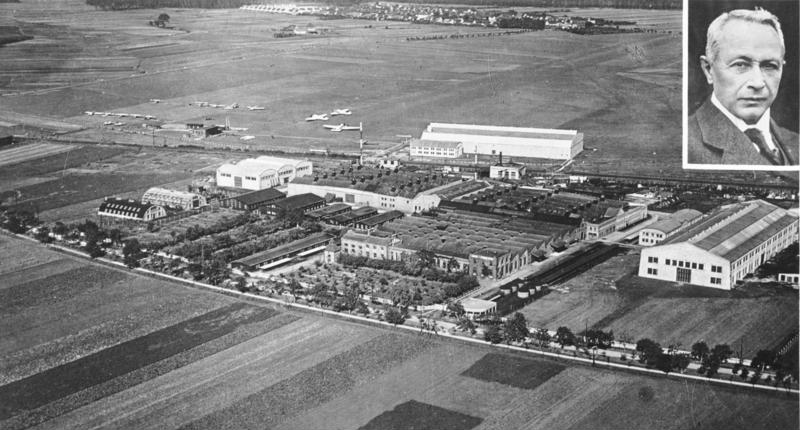
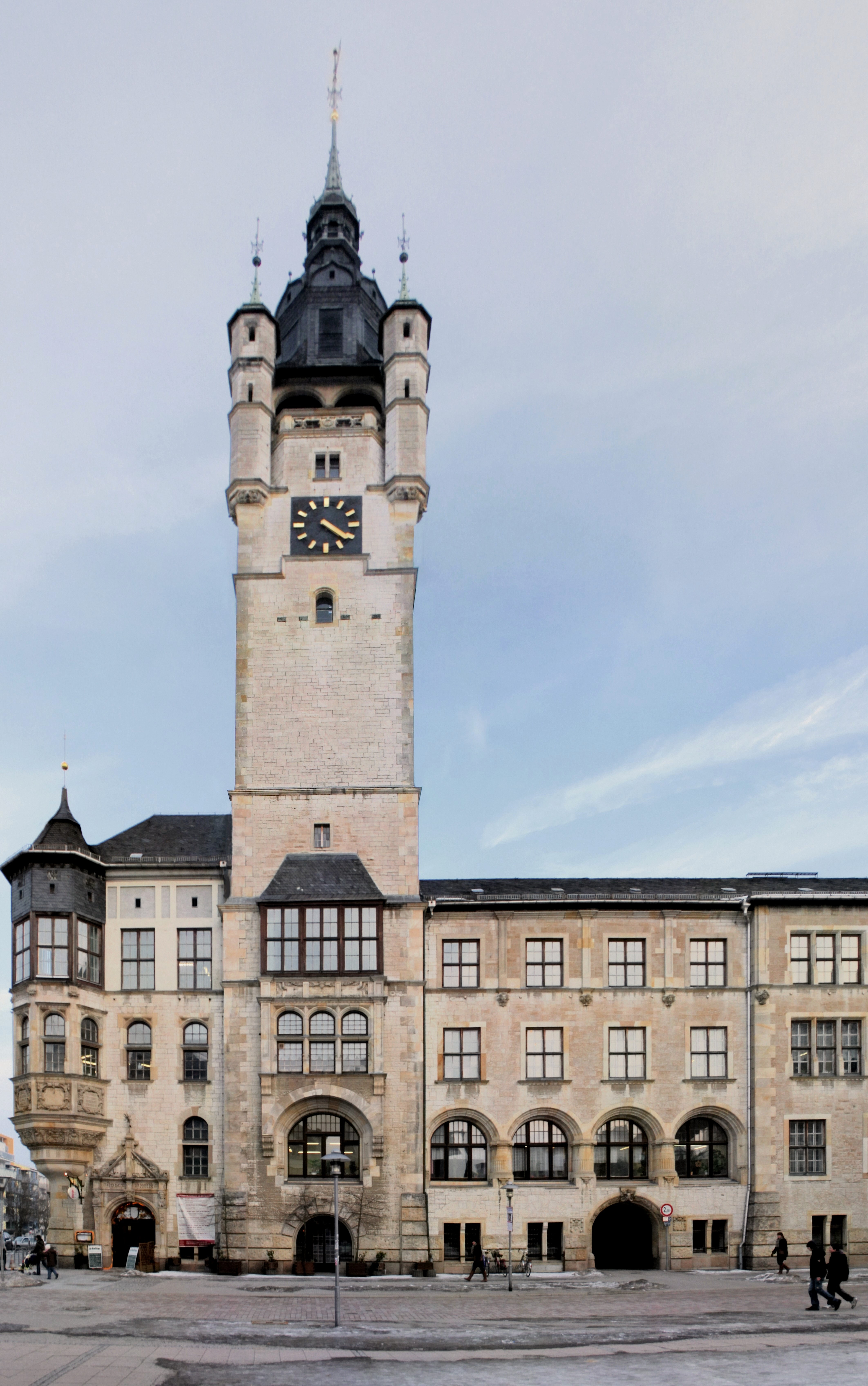
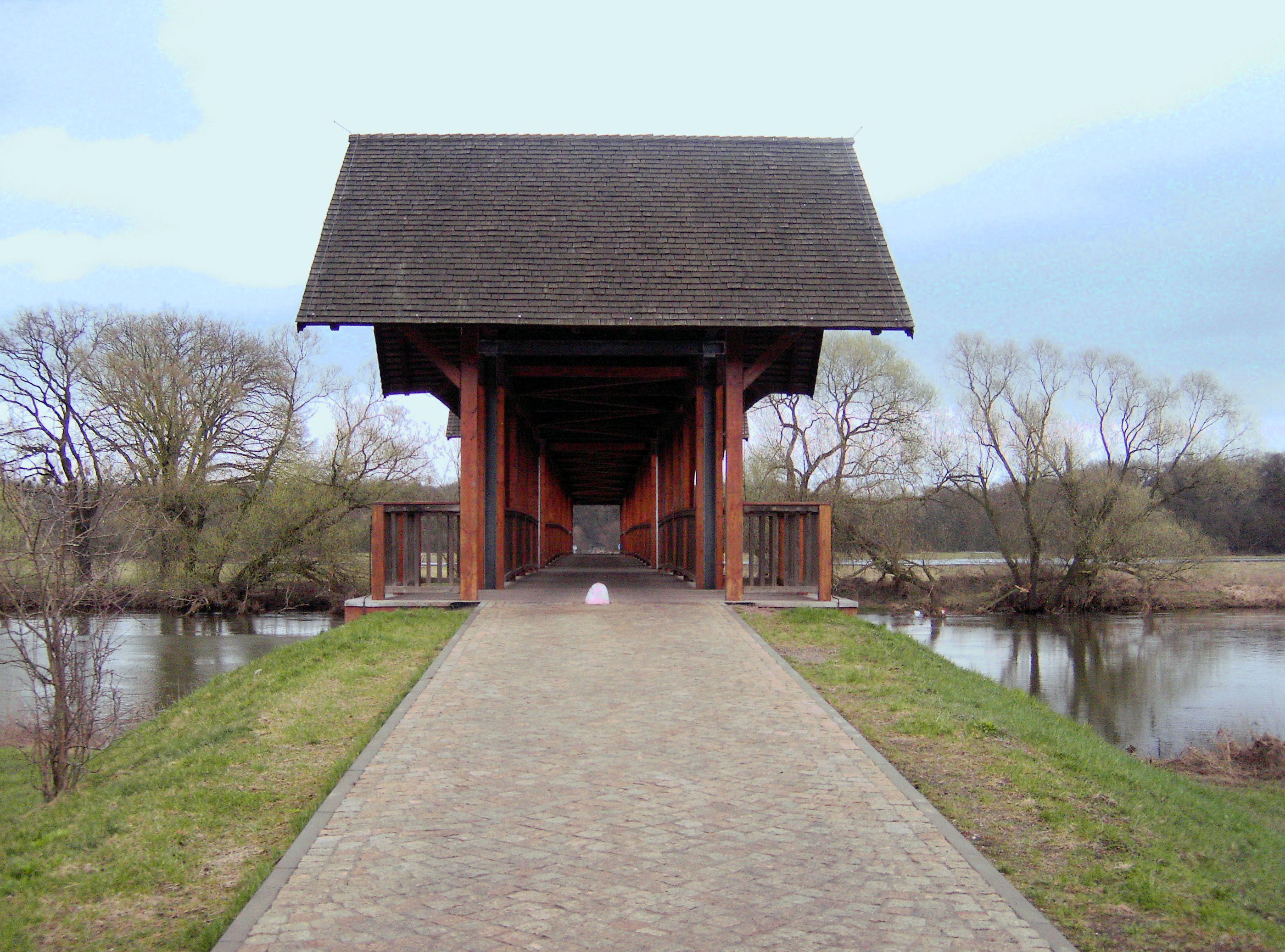

## أعلام
- موسى مندلسون
- كورت ويل
- توماس كريتشمان
- ماكسيميليان فون فايخس
- ماكس مولر

## وصلات خارجية
- الموقع الإلكتروني